# Игор Матович
Игор Матович (слч. Igor Matovič; Трнава, 11. мај 1973) словачки је политичар који је служио као председник владе Словачке између 2020 и 2021. године.

## Биографија
Рођен је у Трнави 1973. године. Године 1993. започео је студије на Факултету за менаџмент на Универзитету Коменског, на којем је дипломирао 1997. године. Основао је предузеће 1997. године и радио као извршни директор трнавске издавачке куће регион ПРЕСС од 2002. године до 2010. године. Матович је 2007. године посао пренео на своју супругу Павлину Матовичову, како би се бавио политиком, прво као члан Слободе и солидарности, а од фебруара 2011. године и као лидер странке Обичних људи (ОЛаНО).

### Политичка каријера
Био је прво члан Слободе и солидарности (СаС). Покренуо је Обичне људе (ОЛаНО), на почетку то је била грађанска иницијатива, али након избора 2010. године ушао је у парламент на листи СаС-а заједно са Ериком Јуриновом, Мартином Фецком и Јозефом Вискупичем који су са њим били у ОЛаНО-у. Четворо чланови ОЛаНО-а потписали су споразум са СаС-ом да неће прелазити у друге групе, али средином године ОЛаНО није подржао програм нове централно-десничарске коалиције, а кад је Матович гласао против, искључен је из СаС-а.
Тако је Матович фебруара 2011. године поднео захтев за службену регистрацију у парламенту Обични људи и независне личности и најавио да ће ући у трку за парламентарне изборе 2012. на одвојеној листи. Тада су освојили треће место са 8,55 процената гласова и 16 места у парламенту. Затим долазе европски избори 2014. године. Његова странка је добила 7,46% гласова и једно место у Европском парламенту, као и парламентарни избори у Словачкој 2016. године добивши 11,03% гласова и 19 места у савезу са странком Нова већина.

## Председник владе
Матовичева странка ОЛаНО добила је највише гласова на парламентарним изборима, одржаним 29. фебруара 2020. године, освојивши 53 од 150 места у Народној ради (скупштини) са 25,02% гласова. Корупција је била главно питање на изборима, што му је помогло, јер се дуго позиционирао као антикорупцијски активиста.
13. марта је објавио да је постигао споразум о владајућој коалицији са осталим центристичким и десничарским странкама Ми смо породица, Слобода и солидарност и За народ, иако се нису договорили о заједничком програму управљања. Игор Матович је 16. марта предао избор свог кабинета председници Зузани Чапутовој. Састав новог кабинета откривен је два дана касније, а заклетву је положио 21. марта. 2020. године.